# Temporada 2021-2022 del FC Liverpool
La temporada 2021-22 és la 130a en la història del Futbol Club Liverpool.

## Equip
A de 13 de setembre del 2021.
| N. | Pos. | Nac. | Jugador                 |
| -- | ---- | --- | ----------------------- |
| 1  | POR  | [[Fitxer:Flag of Brazil.svg\|23x15px\|border \|alt=Brasil\|link=Selecció de futbol del Brasil\|{{#if:\|]]                         | Alisson Becker          |
| 3  | MIG  | [[Fitxer:Flag of Brazil.svg\|23x15px\|border \|alt=Brasil\|link=Selecció de futbol del Brasil\|{{#if:\|]]                         | Fabinho Tavares         |
| 4  | DEF  | [[Fitxer:Flag of the Netherlands.svg\|23x15px\|border \|alt=Països Baixos\|link=Selecció de futbol dels Països Baixos\|{{#if:\|]] | Virgil van Dijk         |
| 5  | MIG  | [[Fitxer:Flag of France (1794–1815, 1830–1974).svg\|23x15px\|border \|alt=França\|link=Selecció de futbol de França\|{{#if:\|]]   | Ibrahima Konaté         |
| 6  | DEF  | [[Fitxer:Flag of Spain.svg\|23x15px\|border \|alt=Espanya\|link=Selecció de futbol d'Espanya\|{{#if:\|]]                          | Thiago Alcántara        |
| 7  | MIG  | [[Fitxer:Flag of England.svg\|23x15px\|border \|alt=Anglaterra\|link=Selecció de futbol d'Anglaterra\|{{#if:\|]]                  | James Milner            |
| 8  | MIG  | [[Fitxer:Flag of Guinea.svg\|23x15px\|border \|alt=Guinea\|link=Selecció de futbol de Guinea\|{{#if:\|]]                          | Naby Keïta              |
| 9  | DAV  | [[Fitxer:Flag of Brazil.svg\|23x15px\|border \|alt=Brasil\|link=Selecció de futbol del Brasil\|{{#if:\|]]                         | Roberto Firmino         |
| 10 | DAV  | [[Fitxer:Flag of Senegal.svg\|23x15px\|border \|alt=Senegal\|link=Selecció de futbol del Senegal\|{{#if:\|]]                      | Sadio Mané              |
| 11 | DAV  | [[Fitxer:Flag of Egypt.svg\|23x15px\|border \|alt=Egipte\|link=Selecció de futbol d'Egipte\|{{#if:\|]]                            | Mohamed Salah           |
| 12 | DEF  | [[Fitxer:Flag of England.svg\|23x15px\|border \|alt=Anglaterra\|link=Selecció de futbol d'Anglaterra\|{{#if:\|]]                  | Joe Gomez               |
| 13 | POR  | [[Fitxer:Flag of Spain.svg\|23x15px\|border \|alt=Espanya\|link=Selecció de futbol d'Espanya\|{{#if:\|]]                          | Adrián                  |
| 14 | MIG  | [[Fitxer:Flag of England.svg\|23x15px\|border \|alt=Anglaterra\|link=Selecció de futbol d'Anglaterra\|{{#if:\|]]                  | Jordan Henderson        |
| 15 | MIG  | [[Fitxer:Flag of England.svg\|23x15px\|border \|alt=Anglaterra\|link=Selecció de futbol d'Anglaterra\|{{#if:\|]]                  | Alex Oxlade-Chamberlain |

| N. | Pos. | Nac. | Jugador                |
| -- | ---- | --- | ---------------------- |
| 17 | MIG  | [[Fitxer:Flag of England.svg\|23x15px\|border \|alt=Anglaterra\|link=Selecció de futbol d'Anglaterra\|{{#if:\|]]           | Curtis Jones           |
| 18 | DAV  | [[Fitxer:Flag of Japan.svg\|23x15px\|border \|alt=Japó\|link=Selecció de futbol del Japó\|{{#if:\|]]                       | Takumi Minamino        |
| 20 | DAV  | [[Fitxer:Flag of Portugal.svg\|23x15px\|border \|alt=Portugal\|link=Selecció de futbol de Portugal\|{{#if:\|]]             | Diogo Jota             |
| 21 | DEF  | [[Fitxer:Flag of Greece.svg\|23x15px\|border \|alt=Grècia\|link=Selecció de futbol de Grècia\|{{#if:\|]]                   | Kostas Tsimikas        |
| 22 | POR  | [[Fitxer:Flag of Germany.svg\|23x15px\|border \|alt=Alemanya\|link=Selecció de futbol d'Alemanya\|{{#if:\|]]               | Loris Karius           |
| 26 | DEF  | [[Fitxer:Flag of Scotland.svg\|23x15px\|border \|alt=Escòcia\|link=Selecció de futbol d'Escòcia\|{{#if:\|]]                | Andrew Robertson       |
| 27 | DAV  | [[Fitxer:Flag of Belgium (civil).svg\|23x15px\|border \|alt=Bèlgica\|link=Selecció de futbol de Bèlgica\|{{#if:\|]]        | Divock Origi           |
| 32 | DEF  | [[Fitxer:Flag of Cameroon.svg\|23x15px\|border \|alt=Camerun\|link=Selecció de futbol del Camerun\|{{#if:\|]]              | Joël Matip             |
| 47 | DEF  | [[Fitxer:Flag of England.svg\|23x15px\|border \|alt=Anglaterra\|link=Selecció de futbol d'Anglaterra\|{{#if:\|]]           | Nathaniel Phillips     |
| 62 | POR  | [[Fitxer:Flag of Ireland.svg\|23x15px\|border \|alt=Irlanda\|link=Selecció de futbol de la República d'Irlanda\|{{#if:\|]] | Caoimhin Kelleher      |
| 66 | DEF  | [[Fitxer:Flag of England.svg\|23x15px\|border \|alt=Anglaterra\|link=Selecció de futbol d'Anglaterra\|{{#if:\|]]           | Trent Alexander-Arnold |
| 67 | MIG  | [[Fitxer:Flag of England.svg\|23x15px\|border \|alt=Anglaterra\|link=Selecció de futbol d'Anglaterra\|{{#if:\|]]           | Harvey Elliott         |
| 76 | DEF  | [[Fitxer:Flag of Wales 2.svg\|23x15px\|border \|alt=Gal·les\|link=Selecció de futbol de Gal·les\|{{#if:\|]]                | Neco Williams          |
| 97 | POR  | [[Fitxer:Flag of Brazil.svg\|23x15px\|border \|alt=Brasil\|link=Selecció de futbol del Brasil\|{{#if:\|]]                  | Marcelo Pitaluga       |

## Trasllats

### Trasllats a
| Data          | Posició | No.   | Jugador         | Del Club   | Quota       | Ref.        |
| ------------- | ------- | ----- | --------------- | ---------- | ----------- | ----------- |
| 1 Juliol 2021 | DEF     | 5     | Ibrahima Konaté | RB Leipzig | £36,000,000 | [ 1 ]       |
| Total         | Total   | Total | Total           | Total      | £36,000,000 | £36,000,000 |

### Trasllats fora
| Data           | Posició | No.   | Jugador             | Del Club            | Quota       | Ref.        |
| -------------- | ------- | ----- | ------------------- | ------------------- | ----------- | ----------- |
| 1 Juliol 2021  | MIG     | 5     | Georginio Wijnaldum | Paris Saint-Germain | Alliberat   | [ 2 ]       |
| 3 Juliol 2021  | POR     | 73    | Kamil Grabara       | Copenhagen          | £3,000,000  | [ 3 ]       |
| 8 Juliol 2021  | DAV     | 41    | Liam Millar         | Basel               | £1,300,000  | [ 4 ]       |
| 20 Juliol 2021 | MIG     | 16    | Marko Grujić        | Porto               | £10,500,000 | [ 5 ]       |
| 20 Juliol 2021 | DAV     | —     | Taiwo Awoniyi       | Union Berlin        | £6,500,000  | [ 6 ]       |
| 24 Juliol 2021 | DAV     | 59    | Harry Wilson        | Fulham              | £12,000,000 | [ 7 ]       |
| 23 Agost 2021  | MIG     | 23    | Xherdan Shaqiri     | Olympique de Lió    | £9,500,000  | [ 8 ]       |
| Total          | Total   | Total | Total               | Total               | £42,800,000 | £42,800,000 |

## Results
Victòria
      Empat
      Derrota

### Premier League

#### Partits Anada
| 14 d'agost de 2021 | Norwich City | 0–3     | Liverpool                          | Norwich                                             |  |
| 17:30 Jornada 1    |              | Informe | 26' Jota · 65' Firmino · 74' Salah | Carrow Road · 27.023 espectadors · Andre Marriner · |  |

| 21 d'agost de 2021 | Liverpool           | 2–0     | Burnley | Liverpool                                  |  |
| 13:30 Jornada 2    | Jota 18' · Mané 69' | Informe |         | Anfield · 52.591 espectadors · Mike Dean · |  |

| 28 d'agost de 2021 | Liverpool        | 1–1     | Chelsea     | Liverpool                                       |  |
| 17:30 Jornada 3    | Salah 45+5' (p.) | Informe | 22' Havertz | Anfield · 53.100 espectadors · Anthony Taylor · |  |

| 12 de setembre de 2021 | Leeds United | 0–3     | Liverpool                            | Leeds                                             |  |
| 16:30 Jornada 4        |              | Informe | 20' Salah · 50' Fabinho · 90+2' Mané | Elland Road · 36.507 espectadors · Craig Pawson · |  |

| 18 de setembre de 2021 | Liverpool                        | 3–0     | Crystal Palace | Liverpool                                    |  |
| 15:00 Jornada 5        | Mané 43' · Salah 78' · Keïta 89' | Informe |                | Anfield · 52.985 espectadors · Andy Madley · |  |

| 25 de setembre de 2021 | Brentford                            | 3–3     | Liverpool                        | Londres                                                             |  |
| 17:30 Jornada 6        | Pinnock 27' · Janelt 63' · Wissa 82' | Informe | 31' Jota · 54' Salah · 67' Jones | Brentford Community Stadium · 16.876 espectadors · Stuart Attwell · |  |

| 3 d'octubre de 2021 | Liverpool            | 2–2     | Manchester City           | Liverpool                                     |  |
| 17:30 Jornada 7     | Mané 59' · Salah 76' | Informe | 69' Foden · 81' De Bruyne | Anfield · 53.102 espectadors · Paul Tierney · |  |

| 16 d'octubre de 2021 | Watford | 0–5     | Liverpool                                     | Watford                                              |  |
| 13:30 Jornada 8      |         | Informe | 8' Mané · 37', 52', 90+1' Firmino · 58' Salah | Vicarage Road · 21.085 espectadors · Jonathan Moss · |  |

| 24 d'octubre de 2021 | Manchester United | 0–5     | Liverpool                                   | Manchester                                           |  |
| 17:30 Jornada 9      |                   | Informe | 5' Keïta · 13' Jota · 38', 45+5', 50' Salah | Old Trafford · 73.088 espectadors · Anthony Taylor · |  |

| 30 d'octubre de 2021 | Liverpool               | 2–2     | Brighton                 | Liverpool                                  |  |
| 16:00 Jornada 10     | Henderson 4' · Mané 24' | Informe | 41' Mwepu · 65' Trossard | Anfield · 53.197 espectadors · Mike Dean · |  |

| 7 de novembre de 2021 | West Ham                                    | 3–2     | Liverpool                        | Londres                                                         |  |
| 17:30 GMT Jornada 11  | Alisson 4' (p.p.) · Fornals 67' · Zouma 74' | Informe | 41' Alexander-Arnold · 83' Origi | Estadi Olímpic de Londres · 59.909 espectadors · Craig Pawson · |  |

| 20 de novembre de 2021 | Liverpool                                      | 4–0     | Arsenal | Liverpool                                       |  |
| 18:30 GMT Jornada 12   | Mané 39' · Jota 52' · Salah 73' · Minamino 77' | Informe |         | Anfield · 53.092 espectadors · Michael Oliver · |  |

| 27 de novembre de 2021 | Liverpool                                | 4–0     | Southampton | Liverpool                                      |  |
| 16:00 GMT Jornada 13   | Jota 2', 32' · Thiago 37' · van Dijk 52' | Informe |             | Anfield · 53.040 espectadors · Ande Marriner · |  |

| 1 de desembre de 2021 | Everton  | 1–4     | Liverpool                                | Liverpool                      |  |
| 20:15 GMT Jornada 14  | Gray 38' | Informe | 9' Henderson · 19', 64' Salah · 79' Jota | Goodison Park · Paul Tierney · |  |

| 4 de desembre de 2021 | Wolverhampton | 0–1     | Liverpool   | Wolverhampton                                           |  |
| 16:00 GMT Jornada 15  |               | Informe | 90+4' Origi | Molineux Stadium · 30.729 espectadors · Chris Kavanag · |  |

| 11 de desembre de 2021 | Liverpool      | 1–0     | Aston Villa | Liverpool                                       |  |
| 16:00 BST Jornada 16   | Salah 67' (p.) | Informe |             | Anfield · 30.729 espectadors · Stuart Attwell · |  |

| 16 de desembre de 2021 | Liverpool                                   | 3–1     | Newcastle United | Liverpool                                  |  |
| 21:00 BST Jornada 17   | Jota 21' · Salah 25' · Alexander-Arnold 87' | Informe | 7' Shelvey       | Anfield · 52.951 espectadors · Mike Dean · |  |

| 19 de desembre de 2021 | Tottenham Hotspur  | 2–2     | Liverpool                | Londres                                                         |  |
| 17:30 GMT Jornada 18   | Kane 13' · Son 74' | Informe | 35' Jota · 69' Robertson | Tottenham Hotspur Stadium · 45.421 espectadors · Paul Tierney · |  |

| 2022       | Liverpool | v | Leeds United | Liverpool |  |
| Jornada 19 |           |   |              | Anfield · |  |

#### Partit Tornada
| 28 de desembre de 2021 | Leicester City | 1–0 | Liverpool |                                       |  |
| 20:00 GMT Jornada 20   | Lookman 59'    |     |           | 32.230 espectadors · Michael Oliver · |  |

| ( )        |  | v |  |  |  |
| Jornada 21 |  |   |  |  |  |

| ( )        |  | v |  |  |  |
| Jornada 22 |  |   |  |  |  |

| ( )        |  | v |  |  |  |
| Jornada 23 |  |   |  |  |  |

| ( )        |  | v |  |  |  |
| Jornada 24 |  |   |  |  |  |

| ( )        |  | v |  |  |  |
| Jornada 25 |  |   |  |  |  |

| ( )        |  | v |  |  |  |
| Jornada 26 |  |   |  |  |  |

| ( )        |  | v |  |  |  |
| Jornada 27 |  |   |  |  |  |

| ( )        |  | v |  |  |  |
| Jornada 28 |  |   |  |  |  |

| ( )        |  | v |  |  |  |
| Jornada 29 |  |   |  |  |  |

| ( )        |  | v |  |  |  |
| Jornada 30 |  |   |  |  |  |

| ( )        |  | v |  |  |  |
| Jornada 31 |  |   |  |  |  |

| ( )        |  | v |  |  |  |
| Jornada 32 |  |   |  |  |  |

| ( )        |  | v |  |  |  |
| Jornada 33 |  |   |  |  |  |

| ( )        |  | v |  |  |  |
| Jornada 34 |  |   |  |  |  |

| ( )        |  | v |  |  |  |
| Jornada 35 |  |   |  |  |  |

| ( )        |  | v |  |  |  |
| Jornada 36 |  |   |  |  |  |

| ( )        |  | v |  |  |  |
| Jornada 37 |  |   |  |  |  |

| ( )        |  | v |  |  |  |
| Jornada 38 |  |   |  |  |  |

### EFL Cup
| 21 de setembre de 2021 | Norwich City | 0–3     | Liverpool                    | Norwich                                             |  |
| 20:45 Tercera ronda    |              | Informe | 3', 80' Minamino · 50' Origi | Carrow Road · 26.353 espectadors · Darren England · |  |

| 27 d'octubre de 2021 | Preston | 0–2     | Liverpool                | Preston                                       |  |
| 20:45 quarta ronda   |         | Informe | 62' Minamino · 84' Origi | Deepdale · 22.131 espectadors · David Coote · |  |

| 22 de desembre de 2021 | Liverpool | – | Leicester City |  |  |
| 20:45 Quarts de final  |           |   |                |  |  |

### Lliga de Campions de la UEFA

#### Fase de Grups:B
| Equip          | Pts | PJ | PG | PE | PP | GF | GC | DG  |
| -------------- | --- | -- | -- | -- | -- | -- | -- | --- |
| Liverpool      | 18  | 6  | 6  | 0  | 0  | 17 | 6  | +11 |
| Atlètic Madrid | 7   | 6  | 2  | 1  | 3  | 7  | 8  | -1  |
| Porto          | 5   | 6  | 1  | 2  | 3  | 4  | 11 | -8  |
| Milà           | 4   | 6  | 1  | 1  | 4  | 6  | 9  | -3  |

| 15 de setembre de 2021 | Liverpool                                    | 3–2     | Milà                 | Liverpool                                         |  |
| 21:00 CEST Jornada 1   | Tomori 9' (p.p.) · Salah 49' · Henderson 69' | Informe | 42' Rebić · 44' Díaz | Anfield · 51.445 espectadors · Szymon Marciniak · |  |

| 28 de setembre de 2021 | Porto      | 1–5     | Liverpool                                    | Porto                                                        |  |
| 21:00 CEST Jornada 2   | Taremi 75' | Informe | 18', 60' Salah · 45' Mané · 77', 81' Firmino | Estádio do Dragão · 23.520 espectadors · Serguei Karassiov · |  |

| 19 d'octubre de 2021 | Atlètic Madrid     | 2–3     | Liverpool                      | Wanda Metropolitano                            |  |
| 21:00 CEST Jornada 3 | Griezmann 20', 34' | Informe | 8', 78' (p.) Salah · 13' Keïta | Madrid · 60.725 espectadors · Daniel Siebert · |  |

| 3 de novembre de 2021 | Liverpool           | 2–0     | Atlètic Madrid | Liverpool                                       |  |
| 21:00 GMT Jornada 4   | Jota 13' · Mané 21' | Informe |                | Anfield · 51.347 espectadors · Danny Makkelie · |  |

| 24 de novembre de 2021 | Liverpool              | 2–0     | Porto | Liverpool                                     |  |
| 21:00 GMT Jornada 5    | Thiago 52' · Salah 70' | Informe |       | Anfield · 52.209 espectadors · Felix Zwayer · |  |

| 7 de desembre de 2021 | Milà       | 1–2     | Liverpool             | Milà                                      |  |
| 21:00 CET Jornada 6   | Tomori 29' | Informe | 36' Salah · 55' Origi | Estadi Giuseppe Meazza · Danny Makkelie · |  |

#### Fase Final

##### Vuitens de final
| 16 de febrer de 2022 | Inter | v | Liverpool | Milà |  |
| 21:00 CET Andada     |       |   |           |      |  |

| 8 de març de 2022 | Liverpool | v | Inter | Liverpool |  |
| 21:00 CET Tornada |           |   |       | Anfield · |  |

## Estadístiques
Última actualització: 19 de desembre de 2021

### Estadístiques de l'equip
| Competició        | Primer partit    | Últim partit | resultat                     | Registre | Registre | Registre | Registre | Registre | Registre | Registre | Registre |
| Competició        | Primer partit    | Últim partit | resultat                     | Pts      | PJ       | PG       | PE       | PP       | GF       | GC       | DG       |
| ----------------- | ---------------- | ------------ | ---------------------------- | -------- | -------- | -------- | -------- | -------- | -------- | -------- | -------- |
| Premier Legue     | 14 agost 2021    | 21 maig 2022 | 2s (en progrés)              | 41       | 18       | 12       | 5        | 1        | 50       | 15       | +35      |
| FA Cup            | 7-10 gener 2022  |              | Tercera Ronda (en progrés)   | -        | 0        | 0        | 0        | 0        | 0        | 0        | +0       |
| EFL Cup           | 21 setembre 2021 |              | Quarts de final (en progrés) | -        | 2        | 2        | 0        | 0        | 5        | 0        | +5       |
| Lliga de Campions | 15 setembre 2021 |              | Fase de Grups (en progrés)   | 18       | 6        | 6        | 0        | 0        | 17       | 6        | +11      |
| Total             | Total            | Total        | Total                        | -        | 26       | 20       | 5        | 1        | 72       | 21       | +52      |

Note: 
Pts = punts
 Pj = Partits Jugar
PG = Partits Guanyats
 PE = Partits Empatats
 PP = Partits Perdut
 GF = Gols a favor
 GC = Gols en contra
 DG = Diferència de gols

### Rendiment a la lliga
| Jornada  | 1 | 2 | 3 | 4 | 5 | 6 | 7 | 8 | 9 | 10 | 11 | 12 | 13 | 14 | 15 | 16 | 17 | 18 | 19 | 20 | 21 | 22 | 23 | 24 | 25 | 26 | 27 | 28 | 29 | 30 | 31 | 32 | 33 | 34 | 35 | 36 | 37 | 38 |
| -------- | - | - | - | - | - | - | - | - | - | -- | -- | -- | -- | -- | -- | -- | -- | -- | -- | -- | -- | -- | -- | -- | -- | -- | -- | -- | -- | -- | -- | -- | -- | -- | -- | -- | -- | -- |
| Terra    | T | C | C | T | C | T | C | T | T | C  | T  | C  | C  | T  | T  | C  | C  | T  |    |    |    |    |    |    |    |    |    |    |    |    |    |    |    |    |    |    |    |    |
| Resultat | V | V | E | V | V | E | E | V | V | E  | D  | V  | V  | V  | V  | V  | V  | E  |    |    |    |    |    |    |    |    |    |    |    |    |    |    |    |    |    |    |    |    |
| Posició  | 3 | 3 | 5 | 3 | 2 | 1 | 2 | 2 | 2 | 2  | 4  | 3  | 3  | 3  | 2  | 2  | 2  | 2  |    |    |    |    |    |    |    |    |    |    |    |    |    |    |    |    |    |    |    |    |

Llegenda:

Lloc: C = Casa; T = Transferència.
Resultat: V = Victòria; E = empat; D = Derrota.